# Meaurain
Meaurain est un village de la commune belge de Honnelles située en Région wallonne dans la province de Hainaut.
C'était un hameau dépendant de la commune de Roisin avant la fusion des communes de 1977.